# Die Muppets – Briefe an den Weihnachtsmann
Die Muppets – Briefe an den Weihnachtsmann (Originaltitel: A Muppets Christmas: Letters to Santa) ist eine amerikanische Fernsehproduktion der NBC aus dem Jahr 2008 von Kirk R. Thatcher mit den Figuren der Muppet Show in den Hauptrollen. Im Film haben diverse Prominente Gastauftritte, unter anderem wirkten Uma Thurman, Michael Bloomberg und Whoopi Goldberg mit.

## Handlung
Die Muppets stehen vor dem Postamt der Stadt New York Schlange, um ihre Weihnachtsbriefe abzugeben. Alle Briefe gehen ausschließlich an den Weihnachtsmann, der in diesem Film am Nordpol wohnt.
Auf Grund eines von Gonzo verursachten Chaos im Postamt vergisst er einige Briefe abzugeben. Darunter befand sich auch ein Brief von Claire, einem Mädchen aus der Nachbarschaft, der er versprochen hatte, den Brief mit zum Postamt zu nehmen.
Durch die Tatsache, dass das Postamt bereits geschlossen hat und auch alle anderen Versuche den Brief der Post zu übergeben ohne Erfolg bleiben, beschließen die Muppets, die Briefe selbst zum Nordpol zu bringen.
Am Ende schaffen sie es, den Brief an den Weihnachtsmann zu übergeben und lesen zusammen mit ihm den Brief von Claire. Diese wünscht sich nichts sehnlicher, als das Weihnachtsfest mit der gesamten Familie zu verbringen.

## Synchronisation
Die deutsche Synchronfassung entstand bei der FFS Film- & Fernseh-Synchron GmbH, München. Hartmut Neugebauer schrieb das Dialogbuch und führte Regie.
| Figur             | Darsteller/Puppenspieler | Deutscher Sprecher  |
| ----------------- | ------------------------ | ------------------- |
| Kermit der Frosch | Steve Whitmire           | Niko Macoulis       |
| Rizzo die Ratte   | Steve Whitmire           | Bernd Simon         |
| Statler           | Steve Whitmire           | Thomas Reiner       |
| Beaker            | Steve Whitmire           | Hartmut Neugebauer  |
| Waldorf           | Dave Goelz               | Hartmut Neugebauer  |
| Gonzo             | Dave Goelz               | Bernd Simon         |
| Dr. Bunsenbrenner | Dave Goelz               | Mogens von Gadow    |
| Zoot              | Dave Goelz               | Michael Rüth        |
| Rolf der Hund     | Bill Barretta            | Michael Rüth        |
| Dänischer Koch    | Bill Barretta            | Hartmut Neugebauer  |
| Bobo der Bär      | Bill Barretta            | Reinhard Brock      |
| Dr. Goldzahn      | Bill Barretta            | Frank Muth          |
| Transport-Taube   | Bill Barretta            | Kai Taschner        |
| Pepe              | Bill Barretta            | Claus-Peter Damitz  |
| Miss Piggy        | Eric Jacobson            | Claus-Peter Damitz  |
| Fozzie Bär        | Eric Jacobson            | Gerd Meyer          |
| Das Tier          | Eric Jacobson            | Hartmut Neugebauer  |
| Sam, der Adler    | Eric Jacobson            | Norbert Gastell     |
| Als er selbst     | Michael Bloomberg        | Norbert Gastell     |
| Robin der Frosch  | Matt Vogel               | Bernd Simon         |
| Floyd Pepper      | Matt Vogel               | Patrick Schröder    |
| Tauben-Tochter    | Matt Vogel               | Katharina Iacobescu |
| Scooter           | David Rudman             | Christina Hoeltel   |
| Janice            | David Rudman             | Mara Winzer         |
| Claire            | Madison Pettis           | Mathilda von Benda  |
| Claires Mutter    | Jane Krakowski           | Martina Duncker     |
| Meany             | Nathan Lane              | Claus Brockmeyer    |
| Joy               | Uma Thurman              | Petra Barthel       |
| Taxifahrerin      | Whoopi Goldberg          | Regina Lemnitz      |

## Rezeption
Der film-dienst urteilte, dass der Film „mit vielen Gags unterhält“ und führte das auf die prominenten Gastauftritte zurück: „Dazu tragen auch diverse Gastauftritte von Prominenten bei, die den ansonsten eher kurz geratenen Film auf ihre Weise bereichern.“